# Metagonia striata
Metagonia striata là một loài nhện trong họ Pholcidae. Loài này được phát hiện ở Guatemala.